# Дорн, Генрих
Генрих Людвиг Эгмонт Дорн (нем. Heinrich Ludwig Egmont Dorn; 14 ноября 1804, Кёнигсберг — 10 января 1892, Берлин) — немецкий композитор и дирижёр. Отец Александра Дорна.

## Биография
Генрих Людвиг Эгмонт Дорн родился 14 ноября 1804 года в городе Кёнигсберге. В 1823 году начал изучать правов Берлине, однако быстро отказался от этого занятия ради музыки. Учился композиции и фортепиано у Людвига Бергера и Бернгарда Клейна.
В 1826 году дебютировал оперой «Оруженосцы Роланда» (нем. Rolands Knappen) на собственное либретто. Некоторое время был музикдиректором в родном Кёнигсберге, в 1830 г. занял пост капельмейстера в Лейпцигском придворном театре, был наставником Роберта Шумана и Клары Вик по композиции.

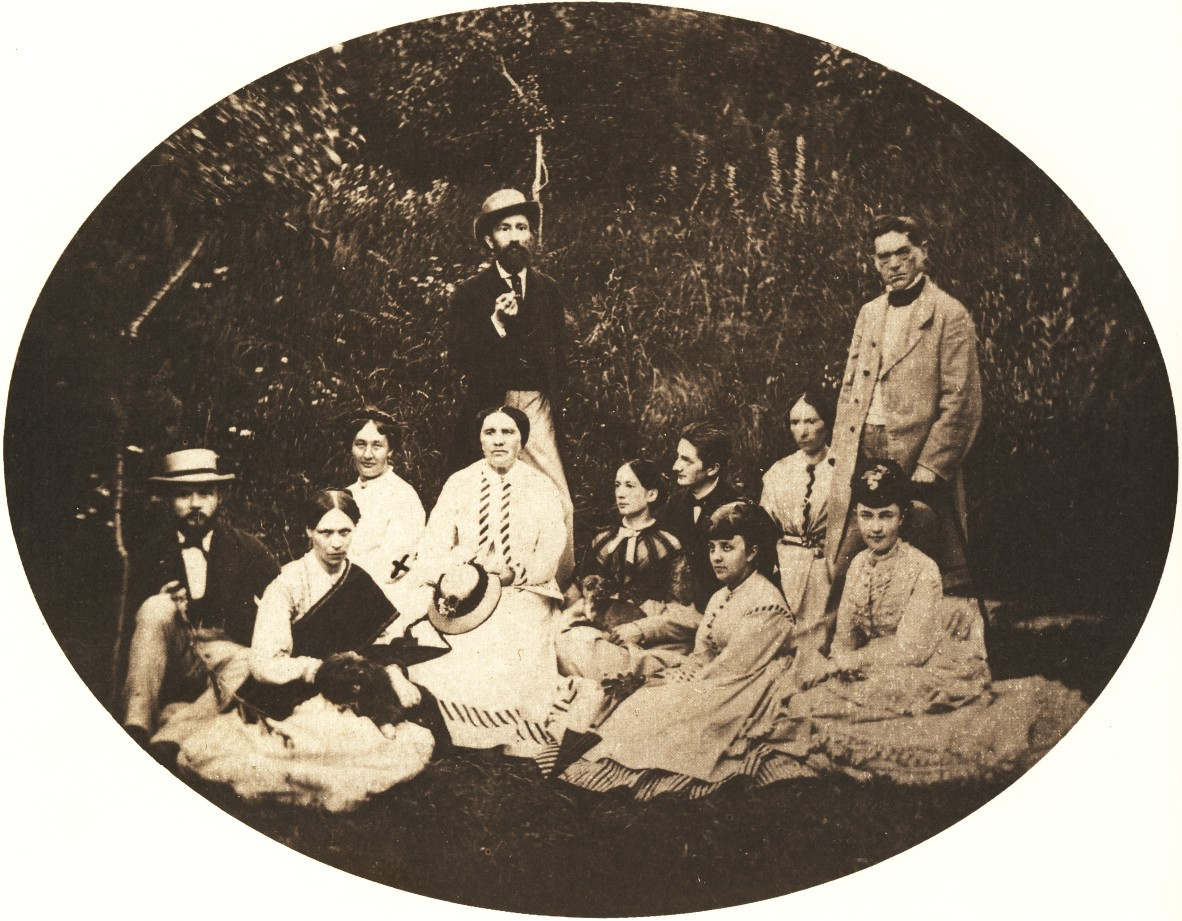

С 1836 года был музикдиректором в Риге, в 1843—1849 гг. в Кёльне, где возглавлял оркестр Кёльнского концертного общества; здесь под управлением Дорна впервые была полностью исполнена Большая месса Бетховена. В 1845 году основал небольшую консерваторию — непосредственную предшественницу учреждённой в 1850 году Кёльнской консерватории.
С 1849 года Дорн жил и работал в Берлине, был капельмейстером Придворного театра, некоторое время преподавал в Новой академии музыки Теодора Куллака, сотрудничал в «Новой берлинской музыкальной газете».
Генрих Людвиг Эгмонт Дорн умер 10 января 1892 года в столице Германии.
Основу творческого наследия Дорна составляют оперы: «Нищенка» (нем. Die Bettlerin; 1828), «Парижский судья» (нем. Der Schöffe von Paris; 1838), «Английский флаг» (нем. Das Banner von England; 1841), «Нибелунги» (нем. Die Nibelungen; 1854), комическая опера «Один день в России» (нем. Ein Tag in Russland; 1856) и др.
Дорн опубликовал «Воспоминания» (1870—1872) и три книги статей и эссе: «Остракизм (Суд черепков)» (нем. Ostracismus. Ein Gericht Scherben; 1875), «Выводы из пережитого» (нем. Ergebnisse aus Erlebnissen; 1876) и «Налёт на владения музыки» (нем. Streifzüge im Gebiet der Tonkunst; 1879).